# ベンノ・レビノフ
ベンノ・レビノフ（Benno Rabinof, 1902年10月11日 - 1975年7月2日）は、アメリカ合衆国のヴァイオリン奏者。本名はベンノ・レビノヴィッツ(Benno Rabinowitz)。
ニューヨークにユダヤ系ロシア移民の子として生まれる。カーティス音楽院でレオポルト・アウアーに師事し、1927年にカーネギー・ホールでデビューを飾った時にはエドワード・エルガーとピョートル・チャイコフスキーのヴァイオリン協奏曲を、師アウアーの指揮で演奏した。その後は、アメリカとヨーロッパをまたにかけて演奏活動を行い、1930年代後半から1940年代初頭までWOR放送のために、アルフレッド・ウォーレンスタインの指揮で28ものヴァイオリン協奏曲を演奏して名を上げた。1943年にはピアニストのシルヴィア・スミスと結婚し、以後は夫婦でのデュオを中心に演奏活動を行った。
ノースカロライナ州ブルバードにて没。

## 註
1. ↑  Thompson, Oscar; Bohle, Bruce (1985). The International Cyclopedia of Music and Musicians. Dodd Mead. p. 2591

| スタブアイコン | サブスタブ | この項目は、まだ閲覧者の調べものの参照としては役立たない、人物に関連した書きかけの項目です。この項目を加筆・訂正などしてくださる協力者を求めています（P:人物伝/PJ:人物伝）。 |